# Flèche wallonne 2000
La Flèche wallonne 2000, 64e  édition de la course, a lieu le 12 avril 2000 sur un parcours de 198 kilomètres, entre Charleroi et le mur de Huy. La victoire revient à l’Italien Francesco Casagrande.

## Classement final
| #  | Coureur              | Équipe         |    | Temps           |
| -- | -------------------- | -------------- | -- | --------------- |
| 1  | Francesco Casagrande | Fassa Bortolo  | en | 4 h 53 min 08 s |
| 2  | Rik Verbrugghe       | Lotto-Adecco   | +  | 6 s             |
| 3  | Laurent Jalabert     | CSC-Tiscali    |    | 8 s             |
| 4  | Davide Rebellin      | Liquigas-Pata  |    | 8 s             |
| 5  | Mario Aerts          | Lotto-Adecco   |    | 8 s             |
| 6  | Peter Farazijn       | Cofidis        |    | 8 s             |
| 7  | David Etxebarria     | Euskaltel      |    | 8 s             |
| 8  | Dario Frigo          | Fassa Bortolo  |    | 8 s             |
| 9  | Mauro Gianetti       | Vini Caldirola |    | 8 s             |
| 10 | Axel Merckx          | Domo           |    | 14 s            |